# Borghetto di Vara
Borghetto di Vara là một đô thị ở tỉnh La Spezia trong vùng Liguria của Ý, có cự ly khoảng 70 km về phía đông nam của Genoa và khoảng 15 km về phía tây bắc của La Spezia. Tại thời điểm ngày 31 tháng 12 năm 2004, đô thị này có dân số 998 người và diện tích là 27,3 km².
Đô thị Borghetto di Vara có các frazioni (các đơn vị dân cư cấp dưới, chủ yếu là các làng) Boccapignone, Cassana, L'Ago, Pogliasca, Ripalta, và Termine di Roverano.
Borghetto di Vara giáp các đô thị sau: Beverino, Brugnato, Carrodano, Levanto, Pignone, Rocchetta di Vara, Sesta Godano.